# Mjövattnet (Junsele socken, Ångermanland)
Mjövattnet är en sjö i Sollefteå kommun i Ångermanland och ingår i Ångermanälvens huvudavrinningsområde. Sjön har en area på 0,759 kvadratkilometer och ligger 234,9 meter över havet. Sjön avvattnas av vattendraget Kläppsjöbäcken.

## Delavrinningsområde
Mjövattnet ingår i det delavrinningsområde (706581-156440) som SMHI kallar för Utloppet av Mjövattnet. Medelhöjden är 249 meter över havet och ytan är 4,85 kvadratkilometer. Räknas de 8 avrinningsområdena uppströms in blir den ackumulerade arean 82,05 kvadratkilometer. Kläppsjöbäcken som avvattnar avrinningsområdet har biflödesordning 2, vilket innebär att vattnet flödar genom totalt 2 vattendrag innan det når havet efter 133 kilometer. Avrinningsområdet består mestadels av skog (55 procent) och sankmarker (25 procent). Avrinningsområdet har 0,76 kvadratkilometer vattenytor vilket ger det en sjöprocent på 15,7 procent.